# Румынский демократический фронт
Румынский демократический фронт (рум. Frontul Democratic Român) — румынский революционный комитет в Тимишоаре декабря 1989 года. Первая организованная структура антикоммунистической Румынской революции. Создан в Оперном театре 20 декабря 1989. Возглавлял восстание Тимишоары, издал первый манифест революции. Стал основой регионального отделения Фронта национального спасения. Быстро раскололся на умеренных сторонников Лорина Фортуны и радикальных сторонников Сорина Опри. В начале 1990, после победы революции, группа активистов создала партию под тем же названием.

## Революционное создание
16 декабря 1989 в румынском городе Тимишоара начались массовые протесты против диктатуры Николае Чаушеску и правления Румынской коммунистической партии (РКП). Первоначально горожане выступили в защиту пастора-правозащитника Ласло Тёкеша. Попытка подавить восстание силами Секуритате, армии и милиции привела к кровопролитию, погибли десятки людей. Городские демонстрации переросли в вооружённое восстание. 20 декабря 1989 центр Тимишоары оказался в руках восставших.
Генералы Ион Коман, Эмиль Макри, Константин Нуцэ не справились с положением. В город прибыл премьер-министр СРР Константин Дэскэлеску, однако переговоры оказались безрезультатными. Восставшие отказывались обсуждать что-либо, кроме отставки Чаушеску, премьер не имел полномочий на такое обсуждение.
В тот же день в здании Оперного театра собрались стихийно выдвинувшиеся лидеры восстания. Был сформирован революционный комитет — Румынский демократический фронт (FDR, РДФ), взявший на себя руководство движением. По смыслу названия, РДФ претендовал на общенациональный характер. Фактически к РДФ — ещё до свержения Чаушеску — перешли властные функции в Тимишоаре.

## Декларация
В ночь на 21 декабря 1989 была написана декларация РДФ: A căzut tirania! — Тирания пала!. Авторы позиционировали РДФ как «комитет действий и конституционную политическую организацию для диалога с румынским правительством с целью демократизации страны». Выдвигалось безоговорочное требование отставки Николае Чаушеску. Дальнейшие пункты формулировались следующим образом:
- проведение свободных выборов
- свобода слова, печати, союзов, радио и телевидения
- открытие границ, интеграция Румынии в мировое сообщество на основе прав человека
- освобождение политзаключённых, прекращение преследований диссидентов
- «оживление» национальной экономики
- реформа образования в демократическом духе
- право на свободные манифестации
- реальная свобода культуры и религии
- улучшение положения в здравоохранении и продовольственном снабжении

Особо выделялись требования, касавшиеся недавних событий в Тимишоаре:
- привлечение к ответственности тех, кто отдал приказ применить насилие против демонстрантов
- похороны погибших с объявлением национального траура
- немедленное освобождение всех арестованных демонстрантов

Декларация завершалась благодарностью всем, кто поднялся против тирании и фразой Румынский народ победит!
Текст был зачитан перед толпой с балкона театра, передан по тимишоарскому радио и начал распространяться по стране. Это был первый программный документ Румынской революции. На такой основе объединялось значительное большинство населения Румынии. 21 декабря 1989 поднялось восстание в Бухаресте и других городах Румынии.

## Внутренний расклад

### Умеренные
Председателем РДФ был избран доцент Политехнического института Тимишоары, известный электротехник и информатик Лорин Фортуна. Заместителем Фортуны стал писатель, поэт и журналист Клаудиу Иордаке. 22 декабря Фортуна посетил Бухарест. Его принял Ион Илиеску, ставший во главе Фронта национального спасения (ФНС). Предполагается, что Фортуна получил от Илиеску полномочия на руководство ФНС в Тимишоаре.
Лорин Фортуна — статусный учёный, вузовский функционер и член РКП — занимал в революции умеренную позицию. Он выступал против личной диктатуры Чаушеску, но высказывался за диалог с властями и сохранение социалистического строя. Именно под его влиянием в Декларации говорилось об отставке Чаушеску, но не упоминалось об РКП в целом. Характерно, что выступая с балкона Оперного театра, Фортуна призывал петь гимн СРР вместо революционной песни Пробудись, румын!.
Такой подход был приемлем и для партийных функционеров типа Илиеску — недовольных произволом Чаушеску, его семейного клана и ближайшего окружения. 22 декабря в Оперном театре появился и выступил перед толпой первый секретарь Тимишского жудецкого комитета РКП Раду Бэлан. Осознав радикальное изменение ситуации и неизбежность перемен, Бэлан попытался присоединиться к революционному движению и по возможности возглавить его в Тимишоаре. Позиция Фортуны оставляла такие возможности. При поддержке умеренной части РДФ Бэлан позиционировался как участник и едва ли не лидер тимишоарского восстания. Однако вскоре эта манипуляция была разоблачена, Бэлан арестован и приговорён к 23 годам заключения за причастность к попытке подавить восстание, приведшей к кровопролитию.

### Радикалы
С другой стороны, в РДФ консолидировались радикальные революционеры. Лидером этого крыла стал ранее судимый рабочий Сорин Опря, организатор «революционной гвардии» — группы охраны и безопасности РДФ. 20 декабря, на несколько часов раньше собрания в Оперном театре, в здании Тимишского жудецкого совета уже был создан первый революционный комитет.
Во главе этой организации стояли Сорин Опря, Ион Марку, Иоан Саву, Петре Петришор. Этот комитет сформировали тимишоарские рабочие — выходцы из низов, убеждённые антикоммунисты, вожаки толпы и боевики «революционной гвардии» — участники уличных столкновений и перестрелок. Первый комитет примкнул к РДФ, но составил сплочённую радикальную фракцию. Между двумя структурами сложились сложные, иногда откровенно враждебные отношения.
Позиция этой группы сильно отличалась от Фортуны. Опря и его сторонники изначально выступали за свержение не только персонально Чаушеску, но и режима РКП в целом. Они не видели смысла в диалоге и готовы были к силовому противостоянию. Именно они взяли жёсткую позицию на переговорах с Дэскэлеску и не позволили Бэлану установить политический контроль над РДФ.

## Присоединение к ФНС и политический раскол
22 декабря 1989 режим Чаушеску пал. 25 декабря 1989 Николае и Елена Чаушеску были схвачены и расстреляны после упрощённой судебной процедуры. Власть перешла к ФНС во главе с Ионом Илиеску. С 26 декабря 1989 РДФ присоединился к ФНС в качестве Тимишской региональной структуры. Председателем тимишского ФНС стал Лорин Фортуна, его заместителями — активисты РДФ Тудорин Бурлаку и Петришор Морар.
Лорин Фортуна как председатель регионального ФНС являлся главой местной власти. Первые послереволюционные дни руководящим деятелем РДФ считался и Раду Бэлан. Однако такие связи Фортуны вызвали в Тимишоаре возмущение, подозрения в связях с Секуритате и советским КГБ, повлекли новые массовые протесты. 12 января 1990 митинг в рамках общенационального Дня памяти жертв коммунистического режима вынудил Фортуну уйти в отставку. Протестующие ставили ему в вину включение РДФ в систему «неокоммунистического» ФНС. Власть в городе перешла к новому примару — архитектору антикоммунистических взглядов Помпилиу Алэморяну, избранному городским советом.
Многие участники РДФ, включая его основателей резко осудили курс Лорина Фортуны как прокоммунистический и даже обвинили его в предательстве идеалов революции. В начале 1990 года группа активистов во главе с Петришором Мораром попыталась возродить Румынский демократический фронт в качестве политической партии (Фортуна выступал резко против). На выборах 1990 Морар был избран в парламент Румынии. Однако он оказался единственным депутатом — представителем РДФ (причём избрался не от своей партии, а от коалиции Демократического центра). Партийный проект не получил развития, и впоследствии новый РДФ влился в Либерально-демократическую партию — ныне Демократическая либеральная партия.

## Значение и память
Несмотря на свою кратковременность, Румынский демократический фронт сыграл важную роль в Рождественской революции. Провозглашение Тимишоары первой территорией Румынии, свободной от тоталитаризма, быстрая организация нового властного органа способствовали распространению восстания по стране. Первая программа революции в значительной степени основывалась на тимишоарской Декларации РДФ.
20 декабря 1994 года, в пятую годовщину событий, на здании Оперного театра в Тимишоаре установлена мемориальная доска с указанием даты создания Румынского демократического фронта.